# 興禅寺 (横浜市南区)
海門山興禅寺（こうぜんじ）は、1935年(昭和10年)に、開創された神奈川県横浜市南区清水ケ丘225にある曹洞宗の寺院。横浜市道を挟み、当寺の北側に市営の久保山火葬場(斎場)と久保山墓地がある。

## 沿革
住職
- 開山 渡辺玄宗(総持寺 17代貫主)
- 二世 市川伊雄
- 三世 市川智彬(文質智彬)
- 四世 市川憲章(大徹憲章)

## 本堂
鉄筋コンクリート三階建、間口五間半（約10.01m）、奥行十二間（約21.84m）。75坪、一階駐車場、二階本堂、三階納骨堂。

## 寺宝
観世音菩薩（50センチ）。十一観世音面（75センチ）。西国三十三所観音（ミニ本尊）。

## 日曜参禅会
毎週日曜日　午前7時〜9時

## 写経教室
第一、第三土曜日、午後2時〜4時

## 久保山南町内会顧問
近隣の臨済宗回向院、日蓮宗常清寺、浄土宗光明寺の住職と共に、市川智彬(三世)は、地域の久保山南町内会(代表者会長･浅野紀明)の顧問を長く務め、又、毎月の定例幹事会や年次総会の会場を提供するなど、当地域に貢献している。

## 市川伊雄大和尚顕彰碑

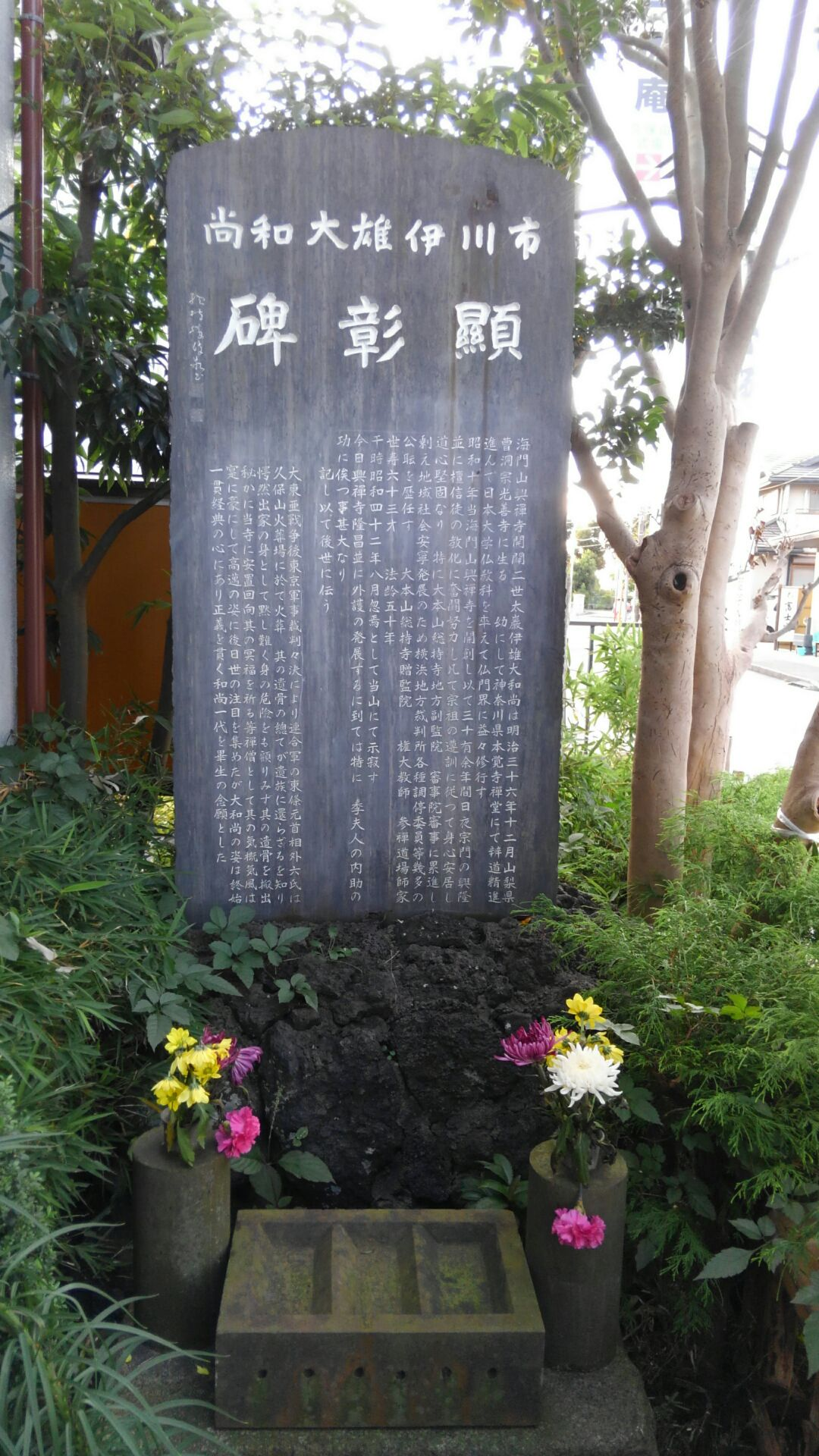
市川伊雄大和尚顕彰碑

横浜市道に面した寺の北側に、市川伊雄大和尚の顕彰碑が立っている。石碑は、和尚の履歴を述べた後、東條英機らA級戦犯7名の遺骨に関する和尚の功績について、次のような添え書きがある。
「大東亜戦争後東京軍事裁判々決により、連合軍の東條元首相外六氏は、久保山火葬場に於て火葬　その遺骨の総てが遺族に還らざるを知り愕然出家の身として黙し難く身の危険をも顧りみず其の遺骨を搬出密かに当寺に安置回向其の冥福を祈る等禅僧としてその気概気風は寔に豪にして高邁の姿に後日世の注目を集めたが大和尚の姿は終始一貫経典の心にあり正義を貫く和尚一代を畢生の念願とした」

### 猪瀬直樹著『日本人はなぜ戦争をしたか』
「東京裁判で小磯国昭被告の日本側弁護人であった三文字正平弁護士は、なんとか遺骨を回収しようとねらっていた。たまたま久保山火葬場のすぐ上に興禅寺という寺があり、その住職市川伊雄と面識があったからその旨を伝えた。市川住職は飛田火葬場長と懇意であった。三文字弁護士は処刑の夜、興禅寺に待機していた。興禅寺下方の火葬場を観察していると、ホロ付きトラックが到着した。午前七時半である。カービン銃を手にした米兵が火葬場を取り囲んだので事態はすぐに了解できた。・・・・・・火葬には飛田場長と磯崎火夫があたった。・・・・・・遺灰は米軍が持ち去ってしまう。彼らがもっとも恐れていたのは、七人が殉教者になることだった。遺灰は飛行機で空から撒くことになっていた。米軍が持ち去る前、遺灰はいったん行路病者などの遺骨を入れる無縁の骨捨て場に置かれていた。12月26日の深夜、飛田場長と市川住職は、ハダシでそこに近づく。御影石のフタをとって穴をのぞくと、七人分の真新しい遺灰がひと山にまとめられ青白く光って浮かんで見えた。火かき棒であわてて、一部を収納した。」( 猪瀬直樹『日本人はなぜ戦争をしたか』(小学館)173-174頁)

### 伊丹妙浄講述『興亜観音とわたくし』
「12月23日、火葬場長の協力を得て、七士のご遺骨幾ばくかを一体ずつ別々に隠匿したのですが、供えた線香の香を不審に思った米軍に感づかれ、取り戻されてしまったのです。ご遺骨本体は、一つの黒塗りの箱に無造作に入れられ既にトラックに積み込まれた後でしたので面倒と思ったのか、取り戻した遺骨を全部一緒に混ぜ、残骨捨て場に遺棄して帰ったのです。それを翌日夜半、黒マントに身を包み、息を潜めてやっとの思いで骨壺一個にほぼ一杯を拾い集めて持ち帰った」(伊丹妙浄講述『興亜感音とわたくし』22-23頁)

### 城山三郎著『落日燃ゆ』
城山三郎の広田弘毅を主人公とした『落日燃ゆ』の冒頭では、次のように記述されている。「昭和23年(1948年)12月24日の昼下がり、横浜市西区のはずれに在る久保山火葬場では、数人の男たちが人目をはばかるようにしながら、その一隅の共同骨捨場を掘り起し、上にたまっている新しい骨灰を拾い集めていた。当時、占領下であり、男たちがおそれていたのは、アメリカ軍の目であったが、この日はｸﾘｽﾏｽ・ｲﾌﾞ。それをねらい、火葬場長と組んでの遺骨集めであった。やがて一升ほどの白っぽい骨灰を集めると、壺につめて、男たちは姿を消した。骨壺は男たちによって熱海まで運ばれ、伊豆山山腹に在る興亜観音に隠された。・・・・・・七つの遺骸は、その前日、十二月二十三日の午前二時五分、二台のホロつき大型軍用トラックに積まれて巣鴨を出、二台のジープに前後を護衛され、久保山火葬場へ着いたもので、二十三日朝八時から、アメリカ軍将校監視の下に、荼毘に付された。遺族はだれも立ち会いを許されなかった。それどころか、遺骨引き取りも許可されなかった。」(『落日燃ゆ』5-6頁)

## 寺院周辺
- 横浜市立太田小学校
- 関東学院小学校
- 関東学院中学校高等学校
- 横浜市営 久保山墓地
- 横浜市営 久保山霊堂
- 横浜市営 久保山火葬場

## 交通アクセス
- 京急本線南太田駅から徒歩12分
- 横浜市営地下鉄吉野町駅から徒歩18分
- JR保土ケ谷駅から徒歩15分
- 横浜市営バス久保山停留所から徒歩12分（68・102系統）
- 横浜市営バス久保山霊堂前停留所から徒歩2分（32系統）